# Simon de Tarente
Simon de Tarente (Simone di Taranto  en italien) est un baron italo-normand du royaume de Sicile, prince de Tarente de 1144 à 1157.

## Biographie
Simon est un bâtard du roi Roger II de Sicile. L'identité de sa mère n'est pas connue. En 1144, son père le nomme « Prince de Tarente », à la place de son demi-frère Guillaume qui est nommé « Prince de Capoue ».
Au début du règne du roi Guillaume Ier de Sicile (1154-1166), ce dernier lui confisqua la principauté de Tarente, déclarant qu'un enfant illégitime ne pouvait pas être à la tête d'un fief aussi important. Quelques années plus tard, Simon prendra une part active aux graves troubles qui secouèrent le royaume en 1160/1161 ; avec son neveu Tancrède de Lecce, Roger Sclavo, et Mathieu Bonnel, assassin du puissant Maion de Bari, amiratus amiratorum du royaume, il participa au complot des barons visant à renverser le roi. Avec ses complices, rentrés dans la capitale, Palerme, il fit emprisonner le roi, pilla et saccagea le palais, et massacra les musulmans. Lorsque le roi, libéré, reprit la situation en main, Simon fut condamné au ban (1161).
Selon l'historien byzantin Jean Cinnamus, après la mort du roi Guillaume en 1166, l'un de ses frères aurait demandé à l'empereur byzantin Manuel Comnène de l'aider à monter sur le trône de Sicile mais ce dernier aurait refusé ; selon Ferdinand Chalandon, ce frère en question était peut-être Simon de Tarente, qui avait été exilé.
Il meurt à une date inconnue.

## Sources primaires
- Hugues Falcand,  Histoire des Tyrans de Sicile (1154-1169)
- Jean Cinnamus, Faits et gestes de Jean et Manuel Comnène